# Ozzy & Jack’s World Detour
Ozzy & Jack’s World Detour ist eine Reality-TV-Serie mit Ozzy Osbourne und seinem Sohn Jack und seiner Tochter Kelly. In jeder Folge lernen die beiden an Geschichte interessierten Osbournes einen Ort und seine besondere Vergangenheit kennen.

## Ausstrahlung
In den USA startete die Serie am 24. Juli 2016 auf History, die zweite Staffel ab 8. November 2017 auf A&E Network. In Deutschland wurde die erste Staffel auf dem Bezahlfernsehsender History Deutschland ab dem 23. Januar 2017 ausgestrahlt. Die zweite Staffel wurde ab dem 12. März 2018 ausgestrahlt. Die dritte Staffel lief ab dem 3. Dezember 2018.